# Pardosa zhangi
Pardosa zhangi este o specie de păianjeni din genul Pardosa, familia Lycosidae, descrisă de Song și Haupt, 1995. Conform Catalogue of Life specia Pardosa zhangi nu are subspecii cunoscute.